# 버팀도리

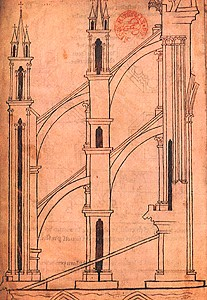
랭스성당의 설계도에 나타난 버팀도리

버팀도리는 건물이 무너지지 않도록 외벽에 덧댄 구조물인 부벽 중 벽체와 완전히 분리된 독립된 벽을 뜻한다. 주로 고딕 건축 양식의 건축물에 사용되며, 아치 모양의 팔로 외벽의 압력을 지탱하는 형태이다. 부연 벽받이, 공중버팀벽, 비량(飛梁), 플라잉 버트레스(영어: flying buttress)라고도 한다.

## 같이 보기
- 익랑
- 측랑